# 許武勝
許武勝，中華民國（台灣）政治人物，曾代表中國國民黨在台灣省第十八選區（新竹市）當選為第一屆第六次增額立法委員。